# Alejandro Urgellés
Alejandro Urgellés Guibot (ur. 2 lipca 1951 w Santiago de Cuba, zm. 6 października 1984 tamże) – kubański koszykarz. Brązowy medalista olimpijski z Monachium.
Brał udział w trzech igrzyskach (IO 72, IO 76, IO 80). W 1972 Kubańczycy zajęli trzecie, w 1976 siódme miejsce, a w 1980 szóste miejsce. W 1971 był brązowym medalistą igrzysk panamerykańskich. Brał również udział w mistrzostwach świata w 1970 i 1974 (czwarte miejsce).

## Osiągnięcia
Reprezentacja
- Brązowy medalista igrzysk:
  - olimpijskich (1972)[2]
  - panamerykańskich (1971)
- 2-krotny uczestnik mistrzostw świata (1970 – 8. miejsce, 1974 – 4. miejsce)
- 3-krotny uczestnik igrzysk olimpijskich (1972, 1976 – 7. miejsce, 1980 – 6. miejsce)[2]
- Uczestnik mistrzostw Ameryki (1980 – 6. miejsce)

Indywidualne
- Zaliczony do I składu mistrzostw świata (1974)